# Wickenburg, Arizona
Wickenburg je gradić u američkoj saveznoj državi Arizona. Prema popisu stanovništva iz 2010. u njemu je živjelo 6,363 stanovnika.